# Barhalganj
Barhalganj là một thị xã và là một nagar panchayat của quận Gorakhpur thuộc bang Uttar Pradesh, Ấn Độ.

## Nhân khẩu
Theo điều tra dân số năm 2001 của Ấn Độ, Barhalganj có dân số 19.171 người. Phái nam chiếm 52% tổng số dân và phái nữ chiếm 48%. Barhalganj có tỷ lệ 60% biết đọc biết viết, cao hơn tỷ lệ trung bình toàn quốc là 59,5%: tỷ lệ cho phái nam là 67%, và tỷ lệ cho phái nữ là 52%. Tại Barhalganj, 16% dân số nhỏ hơn 6 tuổi.